# Договор в Сен-Жермен-ан-Ле (1679)
Мирный договор в Сен-Жермен-ан-Ле от 19 июня (по старому стилю) или 29 июня (по новому стилю) 1679 года — мирный договор между Францией и Курфюршеством Бранденбург. Он вновь передал союзнику Франции Швеции её владения Бремен-Ферден и Шведскую Померанию, приобретённые Бранденбургом во время Сконской войны. Швеция ратифицировала договор 28 июля 1679 года.
Этот договор, по мнению некоторых, считается «худшим политическим поражением» курфюрста Фридриха Вильгельма I. Он был вынужден отдать Швеции под давлением Франции часть того, что он считал своим законным померанским наследством, несмотря на то, что победил их в четырёхлетней кампании.

## Предпосылки
Швеция вступила в союз с Францией в апреле 1672 года. В то время Великобритания, курфюршество Бранденбург, Нидерланды и Дания были враждебны по отношению к Швеции. Леопольд I, император Священной Римской империи, вступил в союз с Нидерландами и Испанией против Франции 30 августа 1673 года и объявил войну в начале 1674 года. Впоследствии Фридрих Вильгельм I, курфюрст Бранденбурга, вступил в антифранцузский союз.
В поддержку французского Людовика XIV Карл XI Шведский вторгся в Бранденбург в 1674 году, но в 1675 году потерпел решительное поражение в битве при Фербеллине. Затем Дания вторглась в шведскую Сканию.
В последовавшей за этим скандинавской войне Бранденбург оккупировал шведские владения в Северной Германии, шведскую Померанию (кроме Рюгена) и Бремен-Ферден, а также Курляндию; Дания оккупировала Рюген, но потерпела поражение в Скании в битвах при Лунде (1676) и Ландскруне (1677).
После окончания Нимвегенских переговоров (1678/1679) франко-голландская война завершилась тем, что Франция снова смогла поддержать Швецию и вторглась в Бранденбургское герцогство на нижнем Рейне. Бранденбург, лишенный войск в этом районе и лишенный союзников по Нимвегенским соглашениям, не имел другого выбора, кроме как заключить мир с Францией за счет её завоеваний в Швеции. Точно так же Дания-Норвегия должна была заключить договор в Фонтенбло со Швецией в сентябре 1679 года.

## Переговоры
Союзник Бранденбурга Леопольд I, император Священной Римской империи, заключил сепаратный мир с Людовиком XIV во Франции в феврале 1679 года, подтверждая Вестфальский договор 1648 года, который включал передачу Бремена-Фердена и Шведской Померании Швеции. Леопольд не хотел, чтобы Фредерик Вильгельм стал «новым королем вандалов в Прибалтике», и он не хотел, чтобы бранденбургско-померанский конфликт мешал его переговорам с Францией.
Фридрих Вильгельм I заставил своих дипломатов предложить Франции безоговорочную поддержку, включая военную поддержку и поддержку против императора Священной Римской империи, в обмен на то, что Людовик XIV позволит ему сохранить шведскую Померанию. Кроме того, Фридрих Вильгельм I напрямую предложил Швеции «несколько тонн золота» за шведскую Померанию и военную поддержку против Дании-Норвегии.
У Людовика XIV, однако, не было ни интереса, ни военной необходимости выполнять какое-либо бранденбургское желание. Наоборот, он был сильно заинтересован в том, чтобы Швеция не потеряла какую-либо территорию в результате своего союза и поддержки Франции. Фридриху Вильгельму сообщили, что Швеция потеряет Штеттин «не больше, чем Стокгольм», и что «сначала мы [Франция] захватим Липпштадт, Минден, что не доставит нам проблем, затем Хальберштадт и Магдебург падут к нам один за другим, и, наконец, мы дойдем до Берлина» Заняв бранденбургские Клеве и осадив Минден, Франция также отказалась от другого предложения Фридриха Вильгельма уступить свои провинции на Рейне в обмен на шведскую Померанию.

## Положения
29 июня 1679 года Фридрих Вильгельм I, курфюрст Бранденбурга, подписал договор, тем самым вернув Бремен-Ферден и большую часть шведской Померании Швеции в обмен на утешительные контрибуции Людовика XIV из Франции и возвращение Восточной Фризии. Французские контрибуции в Бранденбурге были установлены на уровне 300 000 талеров, который должны были выплачены в течение следующих двух лет. Впоследствии Франции удалось заставить Бранденбург принять эту сумму, чтобы погасить 900 000 талеров французских долгов.
Курфюршество Бранденбург далее получило бывший шведский восточный берег реки Одер, за исключением Голлнова и Дамма. Голлнов был заложен в Бранденбурге благодаря 50 000 талеров, вырученных у Швеции в 1693 году. Шведская Померания должна была быть очищена от бранденбургских оккупационных сил в течение трех месяцев.
Договор также содержал пункт, который запрещал голландским войскам размещать гарнизон в герцогстве Клеве.

## Реализация и последствия
Штеттин был возвращён Швеции в качестве последней бранденбургской крепости в декабре 1679 года Данией, которая во время Сканской войны оккупировала Рюген, заключив при этом отдельный договор со Швецией: В Договоре в Лунде от 26 сентября 1679 года Дания заверила, что вернет Рюген Швеции до 20 октября.
Ещё в 1679 году Бранденбург заключил тайный союз с Францией: суверенитет Бранденбурга должен был соблюдаться Францией в течение десяти лет, и ежегодно выплачивалось 100 000 ливров в обмен на право Франции на свободный проход через бранденбургскую территорию. Этот союз был частичным из-за разочарования Гогенцоллерновского курфюрста Бранденбурга Габсбургским императором Священной Римской империи, который одобрил договор и выступил против сильного Бранденбурга. Осознавая экспансионизм Франции и то, что он назвал «французским игом», Фридрих Вильгельм I тем не менее пришёл к выводу, что «только защита Бога и власть [французского] короля могут принести нам безопасность, и что Империя и Император были первыми, кто оставил нас беззащитными перед нашими врагами». Однако, начиная с 1685 года, Бранденбург тайно начал создавать новые антифранцузские альянсы.